# Naka, Tokushima

Naka (那賀町 Naka-chō?) este un oraș din Japonia, prefectura Tokushima.